# ウェルビーイング
ウェルビーイング（英: well-being）とは、誰かにとって本質的に価値のある状態、つまり、ある人にとってのウェルビーイングとは、その人にとって究極的に善い状態、その人の自己利益にかなうものを実現した状態である。

## 用語
well-beingは、他に分野に応じ幸福、福利など様々な訳語があてられてきた。well-beingの語源は、オックスフォード英語辞典によれば、イタリア語のbenessereで16世紀ごろに導入されたとされる。well-beingは、直訳すると「善いあり方」である。善いあり方と幸福は必ずしも結びつかないが、例えば伝統的なアリストテレスの哲学においては「最高善=幸福」とされている。1947年に採択されたWHO憲章では、前文における「健康」の定義の中でwell-beingという言葉が採用された。1980年代以後、エド・ディーナーらによって心理学分野において主観的ウェルビーイング（幸福度）の測定の研究が盛んになり幸福度調査が行われるようになった。また近年では、持続可能な開発目標（SDGs）におけるGoal3においてwell-beingという言葉が採用されている。

## WHO憲章における健康の定義
1948年の世界保健機関（WHO）憲章における定義
「健康とは、肉体的、精神的及び社会的に完全に良好な状態であり、単に疾病又は病弱の存在しないことではない。（厚生労働省資料「健康長寿社会の実現に向けて 〜健康・予防元年〜」）」—https://www.mhlw.go.jp/wp/hakusyo/kousei/14/dl/1-00.pdf
“Health is a state of complete physical, mental and social well-being and not merely the absence of disease or infirmity.”
"well-being"は当時一般的ではない英語表現であったことから、欧米でウェルビーイングやウェルネスが「身体だけではなく、精神面・社会面も含めた新たな"健康"」を意味する単語として用いられ、その後の健康ブームで広く知られた。WHOが定義する「身体だけではなく、精神面、社会面も含めた健康」を意味する場合がある。通常のヘルス（健康）の代わりにウェルビーイングを使う文脈は、WHOが定義した「健康」を指す事例が多い。

## その他

### ウェルネスとの関係
イギリスのロンドン・スクール・オブ・エコノミクス准教授で薬学博士のフセイン・ナシ（Huseyin Naci, PhD） と、アメリカのスタンフォード大学医学部教授のジョン・P・A・イオアニディス（John P. A. Ioannidis, MD, DSc） による定義

直訳：
ウェルネスとは、伝統的な健康の定義を超えて広がる、身体的、精神的、そして社会的、相互に関連する、ウェルビーイングの多様な側面を意味する。またそれは、身体的活力、精神的な平穏、社会的満足、達成感、そして個人としての充足感、などを実現することを目的とした活動や選択を含む。
Wellness refers to diverse and interconnected dimensions of physical, mental, and social well-being that extend beyond the traditional definition of health. It includes choices and activities aimed at achieving physical vitality, mental alacrity, social satisfaction, a sense of accomplishment, and personal fulfillment.

### 用例
2017年に更新された「ジュネーブ宣言」で、
とする文が追加された。

### ウェルビーイングの実現方法
ウェルビーイングの実現方法としては、セリグマンらによるポジティブ心理学の手法が知られている。一方で、ウェルビーイングには文化差・個人差があり、ウェルビーイング研究の中心でアメリカとは異なる文化におけるウェルビーイングについてあり方（例えば、日本的ウェルビーイング）についても議論されている。

### 精神的ウェルビーイング
また、2014年にイギリスの国民保健サービス（NHS）は、精神的ウェルビーイングの獲得方法として、以下5つを推奨している。
- 地域や家族とつながりを持つこと。
- 身体的運動を行うこと。自分が楽しめて生活の一部になるようなもので。
- スキルを得ようと学ぶこと。料理、楽器、自転車修理などからでよい。
- 他者に何かを与えること。言葉や笑顔のような小さなものからでよい。
- 今この瞬間に注目すること（マインドフルネス）。

アメリカのイェール大学教授のローリー・サントスは次のことを推奨している。
- 同様に、毎日の瞬間を楽しむこと。
- 感謝すること。
- 瞑想すること。

ローリー・サントスはまた、以下を控えるべきであると主張する。
- この瞬間を早く終わらせることができるように、未来について考えること。

### 企業の事例
トヨタ自動車は2020年の中間決算発表で、ウェルビーイングの実現と追求である「幸せを量産する使命」を経営理念の中心に据えると公表しており、トヨタフィロソフィーのミッション（使命）として掲げている。経営トップ自らが「健康第一の会社を目指す」と宣言し、企業と健康組合が一体となって健康経営とウェルビーイングに取り組んでいる。
楽天グループは、「ある目的のもとに、ありたい姿を持つ多様な個人がつながりあった持続可能なチームの状態」を「コレクティブ・ウェルビーイング」と定義し、組織開発の中心に据えている。また、CWO（チーフウェルビーイングオフィサー）というポストを創設し、ウェルビーイングを個人・組織・社会の3層から捉え、実現に取り組んでいる。

### 製品の事例
「人の暮らしをWell-Beingにするマテリアル」をテーマにした「Material Driven Innovation Award 2022（マテリアルドリヴンイノベーションアワード／MDIA 2022）」では、五十嵐製紙の「Food Paper」が大賞を受賞。地元で廃棄される予定だった野菜や果物から作られた和紙で、フードロスの廃棄を減らしながら、日本の紙漉き文化という伝統工芸の継承を実現する取り組みであり、地域とのつながりを生み出している。また、同アワードのファイナリストである、ファブラボ品川 / ユニチカの「TRF+H - Well-beingを叶える3Dプリント素材」は、プリント後に温めることで、形状を調整できる機能を持つ装具。形を身体に馴染ませるための時間を通じて、自身や他者とのつながりを作り出し、障害の有無に関わらず、誰もが暮らしを楽しめる環境づくりに役立つ。

### 共創ウェルビーイング
安梅勅江（筑波大学教授）らは、ウェルビーイングの形態のひとつとして、共創ウェルビーイング（英: Co-Creative Wellbeing）をあげている。皆が力を合わせて世界がより良い未来に向かって進むこと、A world of possibilitiesの実現を目指すものであり、さまざまな人びとが支え合い、協力しながら、新しいアイディアや解決策を共に生み出すことで、幸せな社会を作るアプローチである。自分、他者、環境に思いを寄せる、大切にするケアCareと、互いの違いを楽しみつつ共によりよい未来を築くクリエーションCreationに基づくウェルビーイングと定義している。
さらに、共創ウェルビーイングの実践に向け、以下などを推奨している。
- 主体性のある一人ひとりがいて初めて共創がある。すなわち、個人の主体性を抑制せず、主体性を持つ個人が共創することを重視。
- 当事者主体が判断基準。
- 感謝。
- 自己効力感。
- 身の回りから行動を起こすこと。 まずは行動を起こし、何か始めてみることが大切。

### ウェルビーイング診断の普及
近年、ウェルビーイングの普及に伴い、オンラインで診断をするサービスが普及している。主なサービスは、大学の研究を基に設計されており、幸福学の第一人者である慶大前野教授とはぴテックが共同開発した「幸福度診断Well-Being Circle」や働く人のウェルビーイングを対象としたパーソル総合研究所の「はたらく人の幸せ不幸せ診断」、ペットの飼い主を対象にウェルビーイングを診断する「アニマルサークル」などが挙げられる。他にも、ウェルビーイングは多様であり、人それぞれ違うという考えを前提につくられた「ウェルビーイングいろいろ診断」がある。